# Уродженці України, що пропали безвісти під час війни у Афганістані (1979—1989)
Список військовослужбовців з Української РСР, які зникли безвісти під час війни в Афганістані 1979—1989 років. Всього пропало безвісти 72 військовики.

## Список
| №   | Прізвище, ім'я, по батькові      | Про особу | Частина             | Дата        | Примітки                                                                                                  |
| --- | -------------------------------- | --- | ------------------- | ----------- | --- |
| 1.  | Березанський Павло Миколайович   | молодший сержант. 1964 р.н., українець, дом.адрес: Україна, Київська обл. м. Васильків. В Радянській Армії з 29.09.1982. В Афганістані з грудня 1982.                                     | в/ч 53477           | 23.08.1984  | Заступив на чергування по контролю за роботою дизелів та пропав.                                          |
| 2.  | Бомбар Олександр Михайлович      | молодший сержант. 1964 р.н., українець, дом. адреса: Україна, Одеська обл. Комінтернівський р-н, с. Широке. В армії з 27.03.1982 р В Афганістані з жовтня 1982.                           | в/ч 65753           | 31.12.1982  | пров. Саманган.                                                                                           |
| 3.  | Бугаєнко Валерій Петрович        | рядовий. 1966 р.н., українець, дом.адрес: Україна, Дніпропетровська обл. П'ятихатський р-н, с. Саевка. В армії з 20.10.1984 р В Афганістані з 5 лютого 1985.                              | в/ч 93992           | 02.10.1985  | пров. Нангархар. Здійснив втечу з гауптвахти.                                                             |
| 4.  | Бик Віктор Костянтинович         | рядовий. 1966 р.н., українець, дом.адрес: Україна, Луганська обл. Міловський р-н, с. Діброва. В армії з 21.10.1985                                                                        | в/ч 65753           | 10.04.1987  | Захоплений загоном Алама сіях (ІЗА) в Балх.                                                               |
| 5.  | Варварян Михайло Арамович        | рядовий. 1960 р.н., вірменин, дом.адрес: Україна, Луганська область, с. Діброва. В армії з 21.10.1985                                                                                     | в / ч 65753         | 19.03.1982  | провінція Баглан. Ісламське ім'я — МОХАММАД ІСЛАМ.                                                        |
| 6.  | Гриник Ігор Ілліч                | рядовий. 1961 р.н., українець, дом.адрес: Україна, Львівська область. В армії з 05.05.1980. В Афганістані з листопада 1981.                                                               | в / ч 25564         | 30.09.1982  | Відомо: знаходився у полоні в кишлаку Кайсар пров. Фарьяб.                                                |
| 7.  | Данилюк Олександр Васильович     | рядовий. 1961 р.н., українець, дом.адрес: Україна, м. Вінниця. В армії з 09.10.1979 | в / ч 82869         | 13.03. 1980 | Пропав р. в провінції Кундуз. Ісламське ім'я — АХМАД ЗАЇР, ЗАХЕР ДЖАН.                                    |
| 8.  | Духовченко Віктор Васильович     | 1954 р.н., українець. Дом.адрес: Україна, м. Запоріжжя. До армії працював водолазом на рятувальній станції. В армії з серпня 1984. В Афганістані з серпня 1984.                           | в / ч 51905 «А»     | 01.01.1985  | Пропав вночі, пров. Парван.                                                                               |
| 9.  | Карпенко Валерій Петрович        | прапорщик. 1961 р.н., українець, дом.адрес: Україна м. Вінниця. В армії з 01.12.1985. В Афганістані з січня 1987.                                                                         | в / ч 44585         | 01.05.1988  | Пропав пров. Пактія, н.п. Гафурхейль.                                                                     |
| 10. | Клюба Ярослав Родіонович         | рядовий. 1964 р.н., українець, дом.адрес: Україна Івано-Франківська обл. Галицький р-н, с. Дітятін. До армії працював у колгоспі. В армії з 22.09.1982. В Афганістані з грудня 1982.      | в / ч 89933         | 30.04.1984  | |
| 11. | Левенець Олександр Юрійович      | рядовий. 1963 р.н., українець, дом.адрес: Україна, Ворошиловградська область, с. Маловатка. В армії з 03.04.1983.                                                                         | в / ч 53380         | 15.10.1984  | Пропав в провінції Кундуз. Ісламське ім'я — АХМАД, АХМЕД.                                                 |
| 12. | Немеш Василь Юрійович            | молодший сержант. 1968, українець, дом.адрес: Україна, Закарпатська область, с. Ільковци. В армії з 05.05.1986. В Афганістані з грудня 1986.                                              | в / ч 51884 «Р»     | 29.04.1987  | Пропав в пров. Кабул. Відомо, що перебував в полоні в Пакистані.                                          |
| 13. | Подаруев Микола Анатолійович     | рядовий. 1960 р.н., російська, дом.адрес: Україна, м. Херсон. До армії працював у майстерні з ремонту радіоапаратури. В армії з 01.11.1980.                                               | в / ч 92053 (21231) | 27.06.1981  | Пропав безвісти в провінції Баглан.                                                                       |
| 14. | Поливян Микола Михайлович        | рядовий. 1964 р.н., українець, дом.адрес: Україна Чернігівська обл. Коропський р-н, с. Жовтневе. До армії працював тваринником. В армії з жовтня 1982. В Афганістані з грудня 1982.       | в / ч 51884 «Б-1»   | 21.06.1983  | |
| 15. | Хахалев Василь Вікторович        | 1963 р.н., росіянин, родом з Донецької області України, проживав у місті Адлер Краснодарського краю Росії, молодший сержант.                                                              |                     | 09.04.1984  | Захоплен у полон у провінції Герат загоном Азіза Роушан.                                                  |
| 16. | Цевма Геннадій Анатолійович      | 1965 р.н., українець, проживав у п. Амвросіївка Донецької області України, рядовий |                     | 28.08.1983  | пропав в провінції Кундуз. Ісламське ім'я — НІК МОХАММАД. Перебував у загоні Аміра Чугай в кишлаку Барці. |
| 17. | Швець Віктор Володимирович       | рядовий. 1966 р.н., українець, дом.адрес: Україна, Кримська область, г. Красноперекопськ. До армії працював в автотранспортному підприємстві. В армії з 11.04.1984. В Афганістані з 1984. | в / ч 15616         | 15.11.1984  | пров. Парван                                                                                              |
| 18. | Шевченко Микола Іванович         | 1956 р.н., українець. дом. адреса: Україна, Сумська область, с. Дмітріевка. В армії з січня 1981.                                                                                         | в / ч 51852-О       | 10.09.1982  | Пропав у пров. Герат. У 1983 р був в одному з таборів загона Анвар Хана на півночі від Кабула.            |
| 19. | Виродов Микола Анатолійович      | рядовий. 1963 р.н., росіянин, дом.адрес: Україна, м. Харків. В армії з 1.04.1982. В Афганістані з 1982.                                                                                   | в / ч 81432         | 21.07.1982  | Пропав у пров. Баглан. Ісламське ім'я — НАСРАТУЛЛО. Перебував у формуванні Суфи Паянди.                   |
| 20. | Коршенко Сергій Васильович       | рядовий. 1964 р.н., українець, дом.адрес: Україна, Кримська область, с. Полтавське. В армії з 03.04.1983.                                                                                 | в / ч 89933         | 12.02.1984  | Пропав у пров. Бадахшан. Відомо: перебував у загоні Джамалуддіна (1990).                                  |
| 21. | Курчин Віталій Григорович        | рядовий. 1964 р.н., українець, дом.адрес: Україна, Ворошиловградська область, м. Северодонецьк. В армії з 1982.                                                                           |                     | 04.07.1983  | Пропав в районі н.п. Таджікан провінції Парван. Ісламське Ім'я — Нурулла, Юсуф, Акбар, Бісмілля.          |
| 22. | Черниш Сергій Володимирович      | рядовий. 1960 р.н., українець, дом.адрес: Україна Херсонська обл. Береславський р-н, с. Мелове. В армії з 30 червня 1979. В Афганістані з зими 79 — 80.                                   | в / ч 33079 (44585) | 16.04.1980  | |
| 23. | Бенедюк Петро Миколайович        | сержант. Народився 29 червня 1959, українець, дом.адрес: Житомирська область, Червоноармійський р-н, с. Пуліно-Гута. До служби працював в шахтоуправлінні м. Ровеньки Луганської області. |                     | 25.5.1980   | |
| 24. | Заєць Микола Леонідович          | підполковник, 1946 р.н., українець, дом.адрес: Україна, м. Володимир-Волинський. В армії з 01.09.1964. В Афганістані з 15 лютого 1983.                                                    | в / ч 65573         | 15.03.1984  | Пропав р в провінції Кундуз, н.п. Калайе-Заль.                                                            |
| 25. | Казюк Олексій Євгенович          | рядовий. 1966 р.н., українець, дом.адрес: Україна, Донецька область, с. Дмитрієв-Дар'ївка. До армії випускник ПТУ. В армії з 18.10.1985. В Афганістані з січня — лютого 1986.             | в / ч 27717         | 19.07.1986  | |
| 26. | Коваленко Ігор Михайлович        | рядовий. 1966 р.н., українець, м. Олександрія. До армії учень ПТУ. В армії з 10.04.1986. В Афганістані з серпня 1986.                                                                     | в / ч 92992         | 17.12.1986  | Пропав в пров. Нангархар, н.с. Баграм.                                                                    |
| 27. | Козурак Роман Васильович         | молодший сержант. 1962 р.н., українець, м. Рахів. До армії працював токарем на заводі. В армії з 9 листопада 1980 В Афганістані з жовтня 1981.                                            | в / ч пп 60528 «В»  | 08.08.1982  | Пропав в пров. Кабул.                                                                                     |
| 28. | Козурін Микола Миколайович       | молодший сержант. 1960 р.н., росіянин, дом.адрес: Україна, Луганська область, м. Рубіжне. В армії з 05.05.1979 р Кутаїський ГВК.                                                          | в/ч 51932           | 30.08.1980  | Пропав в провінції Парван.                                                                                |
| 29. | Коробчук Петро Степанович        | рядовий. 1961 р.н., українець, дом.адрес: Україна, Хмельницька область, м. Славута. До армії працював у колгоспі. В армії з 1979. В Афганістані з грудня 1979.                            | в / ч 82869 «Я»     | 26.04.1980  | пров. Кундуз.                                                                                             |
| 30. | Кубинець Іван Юрійович           | рядовий. 1960 р.н., українець, Закарпатська область, с. Новоселиця. До армії працював у колгоспі. В армії з 3 липня 1979. В Афганістані з 1979.                                           | в / ч 93992         | 31.03.1980  | пров. Нангархар.                                                                                          |
| 31. | Михайлюк Олег Іванович           | рядовий. 1966 р.н., українець, дом.адрес: Україна, Київська область, с. Мироцьке, Києво-Святошинський район. В армії з 16.04.1984.                                                        | в / ч 25909 «М»     | 11.09.1984  | |
| 32. | Мотор Валерій Васильович         | рядовий. 1962 р.н., українець, м. Дніпропетровськ. В армії з 02.04.1981. | в/ч 26190           | 28.06.1982  | провінція Кабул.                                                                                          |
| 33. | Нечипоренко Микола Іванович      | рядовий. 1965 р.н., українець, Україна, Сумська область, с. Віри. В армії з 17.04.1984.                                                                                                   | в/ч 06522           | 01.08.1984  | провінція Кабул.                                                                                          |
| 34. | Обласов Сергій Михайлович        | єфрейтор. 1963 р.н., росіянин, дом.адрес: Україна, м. Чернігів. До армії: випускник технікуму. В армії з 31.03.1983. В Афганістані з червня 1983.                                         | в / ч 71205 «Р»     | 21.11.1983  | пров. Герат, н.п. Шіндандт.                                                                               |
| 35. | Петровський Віктор Олександрович | єфрейтор. 1960 р.н., українець, Україна, Дніпропетровська область, м. Новомосковськ. До армії працював на заводі. В армії з 03.11.1978 р В Афганістані з січня — лютого 1980.             | в / ч 82869 «С»     |             | |
| 36. | Сичевський Володимир Петрович    | молодший сержант. 1968 р.н., українець, Черкаська область, м. Сміла. В армії з 14 листопада 1986. В Афганістані з 15.05.1987.                                                             | в / ч 93992 «Е»     | 15.09.1987  | пров. Нангархар.                                                                                          |
| 37. | Хаблак Володимир Валентинович    | молодший сержант. 1965 р.н., українець, Україна, Ворошиловградська область, с. Городище. До армії працював водієм у колгоспі. В армії з 10.05.1983. В Афганістані з грудня 1984.          | в / ч 86997         |             | |
| 38. | Халацкій Микола Данилович        | прапорщик. 1943 р.н., українець, домашня адреса: Україна, Львівська обл. м. Стрий. До армії: шофер, кіномеханік. В армії з 19.08.1966. В Афганістані з 1 жовтня 1982.                     | в / ч 36490         | 08.01.1983  | |
| 39. | Щербина Борис Миколайович        | рядовий. 1964 р.н., росіянин, дом.адрес: Україна, Кримська область, Джанкойський район. В армії з 15.04.1982 р В Афганістані з 1 липня 1982.                                              | в / ч 84397         | 11.11.1982  | провінція Кундуз.                                                                                         |
| 40. | Бакулін Григорій Володимирович   | народився 1949 в м. Єнакієве (Донецька обл.), українець. Направлений до Афганістану 1.9.1984 через Донецький ОВК.                                                                         |                     | 9.5.1986    | |
| 41. | Балабанов Віктор Олександрович   | народився 1965 в смт Велика Багачка (Полтавська обл.), українець. Призваний 10.5.83 Великобагачанським РВК. В Афганістані з січня 1985.                                                   | рядовий             | 4.02.1985   | провінція Гільменд.                                                                                       |
| 42. | Банацький Микола Миколайович     | народився 1960 в с. Підлужне Костопільського р-ну Ровенської обл., українець. Призваний 10.5.83 Костопільським РВК. В Афганістані з січня 1980.                                           | мол. сержант        | 8.3.1980    | |
| 43. | Баранов Олександр Миколайович    | народився 1961 в м. Львів, росіянин. У Збройних силах з 3.8.79. В Афганістані з листопада 1985                                                                                            | ст. лейтенант       | 2.10.1986   | провінція Вардак.                                                                                         |
| 44. | Бєлокуров Ігор Вікторович        | народився 1963 в с. Велика Глуша Любішовського р-ну Волин. обл, українець. Призваний 29.9.81 Любешівським РВК. В Афганістані з вересня 1986                                               | прапорщик           | 9.4.1988    | провінція Кандагар.                                                                                       |
| 45. | Брядун Володимир Михайлович      | народився 1961 в с. Нараїв (Тернопільський район) Терн. обл., українець. Призваний 11.5.79 Ровеньківським РВК Ворошиловгр. обл. В Афганістані з грудня 1986                               | рядовий             | 25.5.1980   | провінція Нангархар                                                                                       |
| 46. | Ганджа Іван Іванович             | народився 1960 в с. Івківці Чигиринського р-ну Черкас. обл., українець. Призваний 11.10.80 Чигиринським РВК. В Афганістані з січня 1981                                                   | рядовий             | 20.11.1981  | провінція Саланг                                                                                          |
| 47. | Гапонов Володимир Анатолійович   | народився 1964 в с. Чернишове Роздольненського р-ну Крим. обл., українець. Призваний 2.4.83 Роздольненським РВК. В Афганістані з червня 1983                                              | рядовий             | 16.11.1983  | провінція Баглан                                                                                          |
| 48. | Гелепчак Ігор Степанович         | народився 1964 в с. Корчин (Сколівський район) Львів. обл., українець. Призваний 14.11.84 Ленінським РВК м. Львова. В Афганістані з червня 1985                                           | єфрейтор            | 13.7.1985   | провінція Фар'яб                                                                                          |
| 49. | Головченко Валерій Вікторович    | народився 1962 в смт Гришківці Житомир. обл., росіянин. Призваний 8.5.81 Бердичівським ОМВК. В Афганістані з серпня 1981.                                                                 | рядовий             | 15.3.1982   | провінція Баглан.                                                                                         |
| 50. | Гуцал іван Володимирович         | народився 1963 в с. Хоростків Тернопіл. обл., українець. Призваний 10.4.73 Гусятинським РВК. В Афганістані з грудня 1979.                                                                 | рядовий             | 8.6.1980    | провінція Кундуз.                                                                                         |
| 51. | Дмитриченко Андрій Васильович    | народився 1963 в с. Луначарське Запор. обл., українець. Призваний 24.9.82 Бердянським РВК. В Афганістані з грудня 1982.                                                                   | рядовий             | 1.8.1984    | провінція Бадахшан.                                                                                       |
| 52  | Житняковський Віктор Юліянович   | народився 1961 в селищі Світличне Ворошиловгр. обл., поляк. Призваний 19.11.83 Первомайским РВК Ворошиловгр. обл. В Афганістані з квітня 1984.                                            | мол. сержант        | 11.02.1985  | провінція Нангархар.                                                                                      |